# Pescorocchiano
Pescorocchiano ist eine Gemeinde mit 1824 Einwohnern (Stand 31. Dezember 2023) in der Provinz Rieti in der italienischen Region Latium.

## Geographie
Pescorocchiano liegt 90 km nordöstlich von Rom und 48 km südöstlich von Rieti im oberen Tal des Salto, dem sogenannten Cicolano. Es ist Mitglied der Comunità Montana Salto Cicolano.
Das Gemeindegebiet erstreckt sich über eine Höhendifferenz von 535 bis 1624 Meter über Meereshöhe. Zur Gemeinde gehören die Ortsteile Baccarecce, Castagneta, Civitella di Nesce, Colle di Pace, Girgenti, Granara, Leofreni, Nesce, Pace, Petrignano, Poggio San Giovanni, Roccarandisi, Santa Lucia di Gioverotondo, Sant'Elpidio, Torre di Taglio und Val de' Varri.
Die Gemeinde liegt in der Erdbebenzone 1 (stark gefährdet). 
Die Nachbargemeinden sind Borgorose, Carsoli (AQ), Collalto Sabino, Fiamignano, Marcetelli, Petrella Salto, Sante Marie (AQ), Tornimparte (AQ) und Varco Sabino.

## Verkehr
Pescorocchiano liegt in 16 km Entfernung von der Autobahnauffahrt Valle del Salto an der A24 Strada dei  Parchi. Der nächste Bahnhof ist in Carsoli an der Bahnstrecke Rom – Avezzano, in 21 km Entfernung.

## Bevölkerungsentwicklung
| Jahr      | 1861 | 1881 | 1901 | 1921 | 1936 | 1951 | 1971 | 1991 | 2001 |
| --------- | ---- | ---- | ---- | ---- | ---- | ---- | ---- | ---- | ---- |
| Einwohner | 4119 | 4578 | 5529 | 6365 | 6676 | 6675 | 3954 | 2738 | 2553 |

Quelle: ISTAT

## Politik
Ilaria Gatti ist seit dem 11. Juni 2017 Bürgermeisterin.